# غسان أنضوني
غسان أنضوني (مواليد 1956) هو فلسطيني من بيت ساحور منطقة بيت لحم. وهو بروفيسور للفيزياء في جامعة بيرزيت، وأحد الوجوه الفلسطينية المناصرة للمقاومة السلمية في إطار الصراع الفلسطيني الإسرائيلي.
كما أنه أحد المؤسسين لحركة التضامن الدولية (ISM)، ومؤسس مركز الشرق الأوسط الدولي للإعلام ومدير المركز الفلسطيني للتقارب بين الشعوب (PCR).
خلال الانتفاضة الفلسطينية الأولى سُجن أنضوني لمشاركته في عصيان بيت ساحور في دفع الضرائب. في عام 2006، رُشح أنضوني لجائزة نوبل للسلام من طرف "لجنة خدمات الأصدقاء الأمريكيين" إلى جانب جيف هالبير من اللجنة الإسرائيلية المناهضة لهدم المنازل (ICAHD).

## وصلات خارجية
- مركز الشرق الأوسط الدولي للإعلام
- مقابلة مع غسان أنضوني على يوتيوب
- غسان أنضوني - المركز الفلسطيني للتقارب بين الشعوب يقدم تاريخ الصهيونية وجهود منظمته لاستخدام الممارسات اللاعنفية لإنهاء الاحتلال الإسرائيلي.
- On the situation in Palestine After Arafat - 2004-11-18
- Sharon under Pressure: Analysis by Ghassan Andoni - 2004-11-25